# Герб Кольского района
Герб муниципального образования Кольский район Мурманской области Российской Федерации.
Герб утверждён 27 декабря 2007 года и внесён в Государственный геральдический регистр Российской Федерации с присвоением регистрационного номера 3955.

## Описание и обоснование символики
Геральдическое описание (блазон) гласит:
В лазоревом (синем) поле с серебряной оконечностью бегущий северный олень, сопровожденный вверху вымпелом, многократно пересеченным в цвет поля, по сторонам и вверху — многочисленными снежинками. Все фигуры серебряные
Северное сияние и снежинки подчеркивают географическое расположение Кольского района Мурманской области — север России, Заполярье. Олень олицетворяет основное направление деятельности коренного населения территории — оленеводство.
В гербе Кольского района использованы геральдические материалы:
— серебро — символ чистоты и доброты граждан, населяющих территорию.
Геральдические цвета (финифти):
— лазурь — символ красоты, мягкости, величия.
Утвержден решением Совета депутатов муниципального образования Кольский район Мурманской области (№ 22/3) от 27 декабря 2007 года.

## История
Первоначально герб района, утверждённый решением Совета депутатов Кольского района (№ 16/4) от 24 мая 2007 года имел следующее описание: Герб выполнен в виде щита французской формы с серебряной оконечностью. В верхней части щита на лазоревом поле серебряное северное сияние. Под ним, среди стилизованных серебряных снежинок, обращенный вправо (влево от зрителя) серебряный олень.
В декабре 2007 года решением Совета депутатов муниципального образования Кольский район Мурманской области (№ 22/3 от 27 декабря 2007 года) было изменено его описание.